# Маркуцкис, Антанас
Антанас Маркуцкис (лит. Antanas Markuckis; род. 20 марта 1965) — литовский актёр и режиссёр театра кукол, директор «Паневежского театра кукол на колёсах» (Panevėžio lėlių vežimo teatras) с 1986 года.
В 1985 году окончил Вильнюсское училище культуры, в 2000 году — Ярославский государственный театральный институт.
Лауреат премий имени Б. Даугуветиса (1994) и Х. К. Андерсена (Дания, 2003); награждён медалью ордена «За заслуги перед Литвой» (2014).